# Metanorma
Una metanorma es una norma para cumplir otra norma. El término metanorma fue popularizado por el científico Robert Axelrod como propuesta de mecanismo para promover la cooperación entre individuos egoístas.